# Joarilla de las Matas
Joarilla de las Matas est une commune d'Espagne dans la province de León, communauté autonome de Castille-et-León. Elle s'étend sur 51,47 km2 et comptait environ 361 habitants en 2011.